# Aeropuerto Internacional Juana Azurduy de Padilla
Aeropuerto Internacional Juana Azurduy de Padilla är en flygplats i Bolivia.   Den ligger i departementet Chuquisaca, i den centrala delen av landet, 4 kilometer nordväst om huvudstaden Sucre. Aeropuerto Internacional Juana Azurduy de Padilla ligger 2 906 meter över havet.
Terrängen runt Aeropuerto Internacional Juana Azurduy de Padilla är huvudsakligen kuperad, men den allra närmaste omgivningen är platt. Runt Aeropuerto Internacional Juana Azurduy de Padilla är det ganska tätbefolkat, med 72 invånare per kvadratkilometer.. Närmaste större samhälle är Sucre, 4,0 kilometer sydost om Aeropuerto Internacional Juana Azurduy de Padilla. 
Runt Aeropuerto Internacional Juana Azurduy de Padilla är det i huvudsak tätbebyggt.